# سیناپووو
سیناپووو (به بلغاری: Sinapovo) یک منطقهٔ مسکونی در بلغارستان است که در توپولوفگراد واقع شده‌است.